# Grønlands fodboldlandshold
Grønlands fodboldlandshold er det nationale fodboldhold på Grønland, og landsholdet bliver administreret af Grønlands Boldspil-Union. Holdet er ikke officielt anerkendt af FIFA og spiller derfor hovedsageligt mod andre ikke-FIFA-medlemmer. Mest kendt er holdet for en kamp mod Tibets fodboldlandshold i Vanløse den 30. juni 2001.
Grønland har i juni 2022 ansøgt om optagelse i det amerikanske (Nord- og Mellemamerika og Caribien) fodboldforbund Concacaf.
Holdet har været trænet af bl.a. danske Jens Tang Olesen og af Sepp Piontek.

## Spillere i Udlandet 2023
- Nemo Thomsen 	(KIF- 1 Division)
- Adam Ejler Hansen 	(Holbæk)
- Rene Eriksen Petersen 	(Nykøbing Falster)
- Phillip Holmene 	(Nykøbing Falster)
- Niklas Thorleifsen 	(JB Gentofte)
- Nikki Petersen 	(JBFutsal Gentofte)

## Team 2009[2]
- (GK) Loqe Svane 	(B-67)
- (GK) Anders Cortsen	(Nagdlunguaq-48)
- Aputsiaq Birch 	(B-67)
- Jim Degn Olsvig	(Nagdlunguaq-48)
- Jens Jacobsen 	(Nagdlunguaq-48)
- Joorsi Skade	(Eqaluk 56)
- Lars-Niels Bertherlsen 	(B-67)
- Aputsiaq Hansen (Kissaviarsuk-33)
- Hans Knudsen 	(Kissaviarsuk-33)
- Peri Fleischer	(SAK)
- Maasi Maqe 	(B-67)
- John Eldevig 	(B-67)
- Anders Petersen 	(Nuuk)
- Kaali Matthaeussen	(Nagdlunguaq-48)
- Pavia Molgaard 	(SAK)
- Jens Knud Lennert 	(Kissaviarsuk-33)
- Thomas Brandt 	(SAK)

## Manager for holdet
| Træner                               | År                  |
| ------------------------------------ | ------------------- |
| Niels Møller                         | 1977                |
| Uvdlo Jakobsen Elisaeus Kreutzmann   | 1983                |
| Lars Lundblad                        | 1984                |
| Simon Simonsen                       | 1989                |
| Isak Nielsen Kleist                  | 1993–1995           |
| Ulf Abrahamsen                       | 1996                |
| Lars Olsvig Jens Jorgen Egede        | 1997                |
| Sepp Piontek                         | 1999–2002           |
| Jens Tang Olesen Kristian Lyberth    | 2003                |
| Sepp Piontek                         | 2004                |
| Jens Tang Olesen Hans Frederik Olsen | 2005–2010           |
| René Olsen                           | 2010-2019           |
| Tonnes Berthelsen Tekle Ghebrelul    | 2010-2012 2013-2019 |
| Morten Rutkjær                       | 2020-               |

## Sponsorer
- Kelme
- Air Greenland
- Arla Foods
- Pilersuisoq
- Coca-Cola
- Brugsen
- H.A.P's Agentur
- NunaFonden
- Paarisa
- Royal Arctic Line